# Яблонька (Рамешковский район)
Я́блонька — деревня в Рамешковском районе Тверской области, сельское поселение Ильгощи. На начало 2008 года население составляло 11 жителей.
Находится на автодороге «Красный Пахарь — Ильгощи — Волосково», в 2 км от деревни Красный пахарь, в 4,5 км от села Ильгощи. К востоку от деревни отходит автодорога «Яблонька — Жирославка».

## История
Деревня Яблонька находилась на территории:
- - в 1775-1796 гг. — Тверское наместничество, Корчевской уезд,
  - в 1796-1929 гг. — Тверская губерния, Корчевской уезд, Радуховская волость,
  - в 1929-1935 гг. — Московская область, Тверской (с 1931 Калининский) район, Иванцевский сельсовет,
  - в 1935-1956 гг. — Калининская область, Кушалинский район, Иванцевский сельсовет,
  - в 1956-1963 гг. — Калининская область, Горицкий район, Сутокский сельсовет,
  - в 1963-1990 гг. — Калининская область, Рамешковский район, Сутокский сельсовет,
  - с 1990 — Тверская область, Рамешковский район, с 1994 по 2006 в Сутокском сельском округе.

В «Списке населённых мест Тверской губернии» по данным 1859 года Яблонька (Никольское) числится, как «сельцо владетельное» при речке Крапивке в Корчевском уезде в 56 верстах от уездного города Корчевы. В нём располагались 15 дворов с населением 125 человек (63 мужчины и 62 женщины). Ближайшая церковь находилась в селе Сутоки. По всей видимости, жителей Яблоньки хоронили на кладбище именно этого села.